# 鳶職

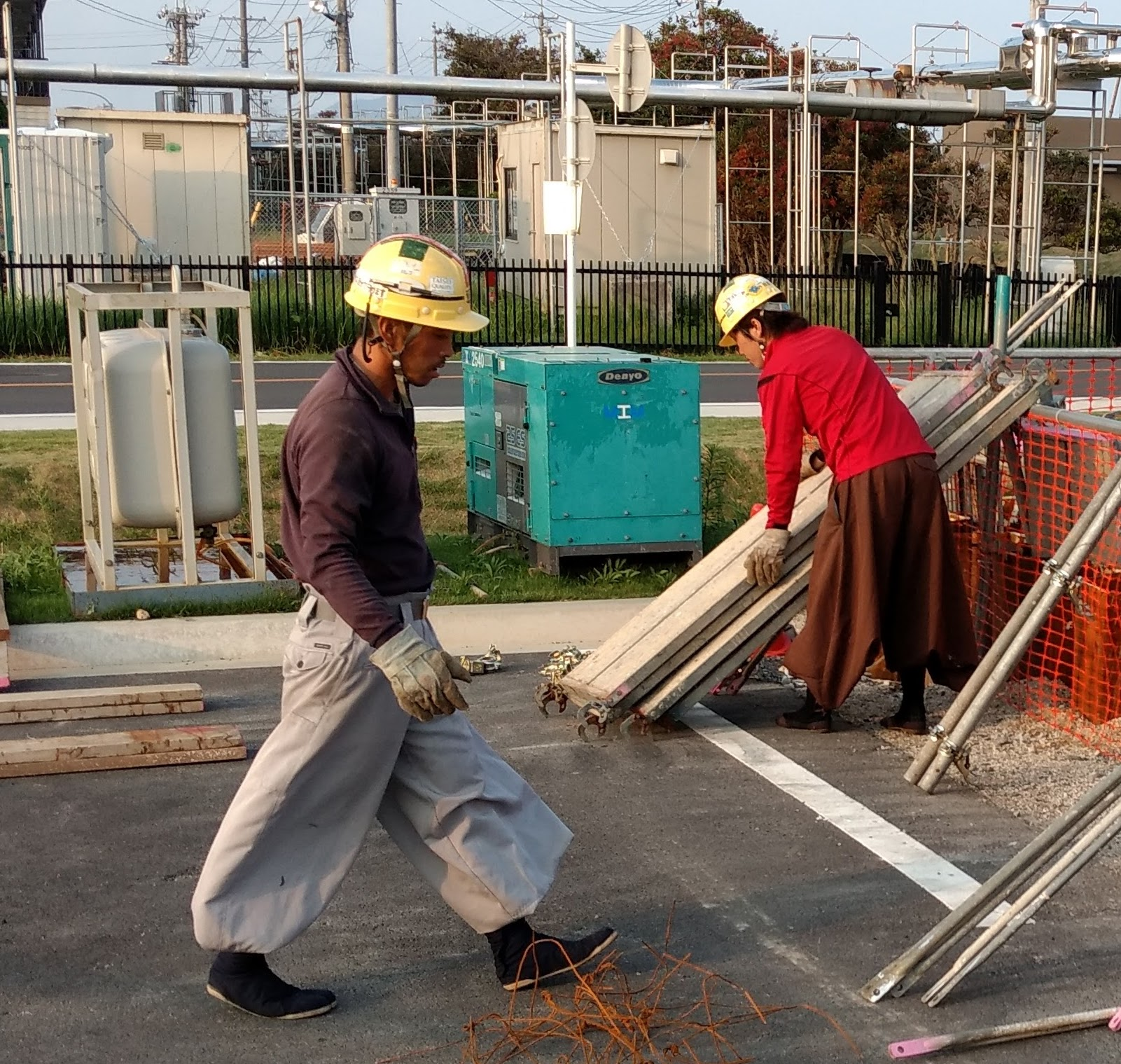
二人の鳶職。特徴的なニッカズボン型の裾が広がった作業ズボン。地下足袋を着用する。

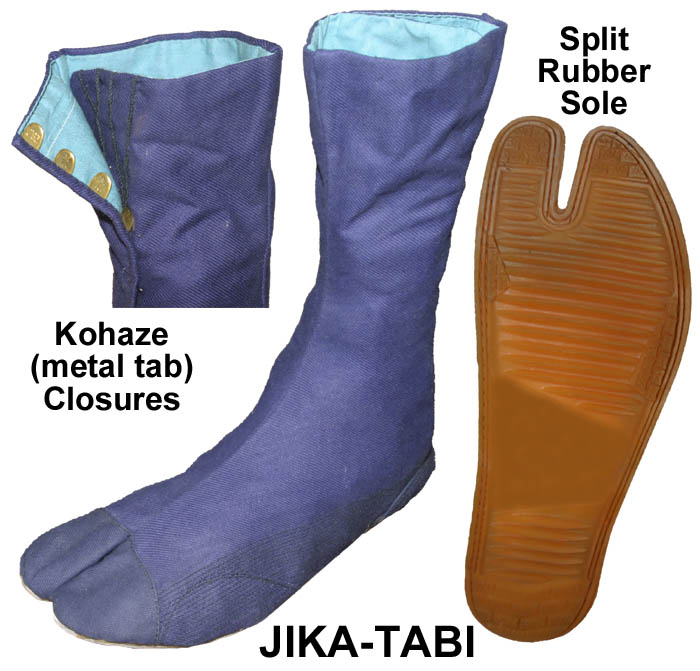
地下足袋

鳶職（とびしょく）とは日本の建設業において高所での作業を専門とする職人。鳶、鳶の者、鳶工とも。町場では基礎工事や簡単な間知石積など地業も兼ねることが多く「鳶、土工（土方）」と一括りで呼ばれる。鳶の画数が多いことからしばしば弋と略される。
作業内容は多岐にわたる。特定の作業を専門に行う鳶職は、それぞれ「足場鳶」「重量鳶」「鉄骨鳶」「橋梁鳶」「機械鳶」などと呼ばれる。
建築現場では、高所を華麗に動き回る事から「現場の華」とも称される。
歴史的には、建築の解体や木材の運搬なども行う職能であり、「曳き屋」「木遣り方」「木遣り衆」とも呼ばれた。江戸時代には火消しとして活動したり、祭礼の担い手であるなど、独特の文化を持っていた。

## 分類
現代ではおもに現場管理の都合で以下のように分類される。複数の職務をこなす場合も多い。

### 足場鳶
足場を設置する。何も無い空中へ最初に足を踏み入れるという、ある意味で最も鳶職らしい職務である。
単に高所作業を行うだけでなく、設置場所の状態や作業性、足場解体時の効率など、その場に応じて的確に判断して組み立てることが求められる。
会社組織としては、仮設足場の運用に必要な、レンタル・据付・解体までを一体となって請け負うことが多い。

### 鉄骨鳶
鉄骨構造の建築物において、鉄工所、FABなどで製作された柱や梁になる鋼材をクレーンなどで吊り上げて組み立てる（建て方・建て込みとも呼ばれる）鳶。メガネレンチは日本の鉄骨職が発祥とされ、世界的に使用されている。

### 重量鳶
橋梁の主桁架設や、建物内部の重量物（大型機械など）の据付（設置）を行う。また、プラント・空調給排水設備・電気設備工事の一部を担う。足場・鉄骨鳶に比べて専門性が高い。

### 送電鳶

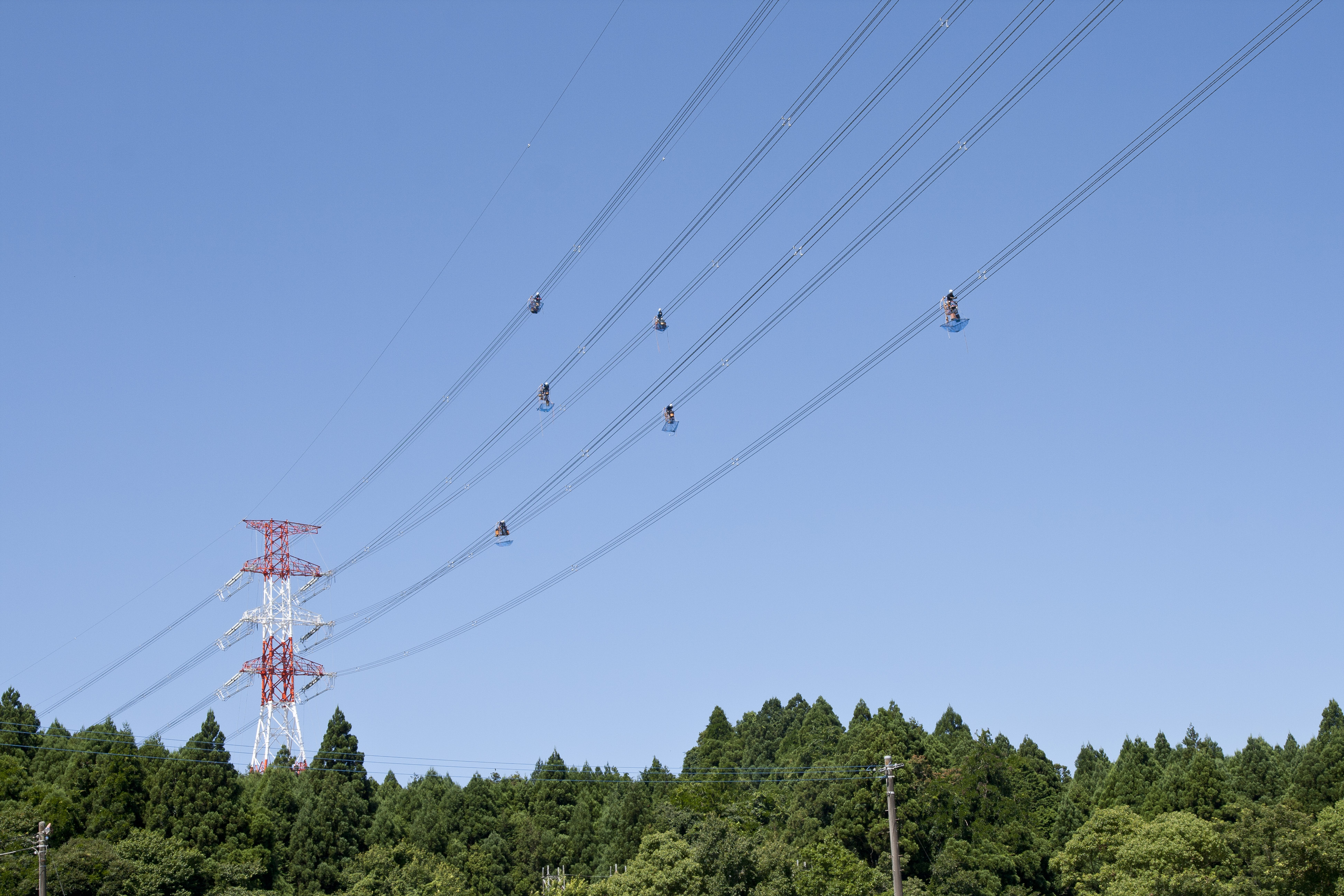
送電線上で作業中の送電鳶

「送電鳶」は俗称で、正式には送電線架線工と呼ばれる。ラインマン（Lineman）とも呼ばれる。特別高圧架空電線路の敷設や保守作業などを行う。電気工事士の資格が必要であり、就業者は工業高校や高等専門学校の電気科を卒業した者が中心である。鳶職のうちドローンの活用が進んでいる領域である。

### その他
歴史的に鳶職には以下のような様々な職能が含まれていた。現在ではそれぞれ専門化し鳶職には含まれないことが多い。

#### 基礎工事業
住宅の基礎工事に置いて、基礎工事の準備段階として木杭と貫で基準となる囲いを作る作業を「遣り方」と言う。この「遣り方」や鳶職の別名としても用いられた。また日常語の「やり方」の語源とも言われる。

#### 曳き屋業
建築物を基礎から分離し上物をそのままの形で移設する職能。歴史的に古く鳶職の職能の一部であったが、近年は専門化した。近年はコンピューター制御のジャッキアップシステムを駆使する専門業者も多い。

#### 解体業
建築物の解体を行う。足場の建設など、鳶職としての作業も伴う。
江戸時代の消火活動は建物を解体して延焼を防ぐ破壊消火であり、鳶職は町火消としても活動した。

#### 煙突掃除業
銭湯がボイラー室と煙突を備えるようになると、掃除や点検をする専門職として発達した。現在は銭湯が減少し、都心部でも数人しかいないといわれている。

## 資格
職業能力開発校や、事業主等による認定職業訓練では、鳶職の専門課程が設置されている。
国の技能検定にはとび技能士がある。法律により「とび技能士」を名乗れるのはとび技能士資格を持つもののみであるが、実態として無資格で活動する鳶職や無資格者を鳶職として働かせる業者も多い。また、足場の組立て等作業主任者などを併せて持つ鳶職が多い。

## 服装
七分と呼ばれる、ニッカズボン型の裾が広がった作業ズボンなど、独特の作業服を着用する文化がある。地下足袋や、手甲（てっこう）、脚絆（きゃはん）なども用いる。作業服には「鳶服」という分類がある。

## 歴史

### 「鳶職」の名前の由来
棟上の際に梁から梁へ飛んで（跳躍して）渡ったことから、「飛び」と呼ばれ、同音である「鳶」の字が当たられるようになったと言われる。また、鳶口という道具をよく使うことから、鳶と呼ばれるようになったとも言われる。

### 鳶職の起源
安土桃山時代に城普請で活躍した穴太衆（あのうしゅう）の一部は、城普請が無くなってから曳き屋に転業した。
鳶職と呼ばれるようになったのは江戸時代以降である。
現在の「鳶職」は、主に高所作業を担う職人を指すが、歴史的には様々な作業をこなす職人ないし職人集団であった。地業（地均し、掘削）、基礎工事、足場の架設、棟上（軸組の組み立て）、建築解体、曳き屋（詳しくは下記分類参照）、木遣り（木材の運搬）などを行った。

### 火消しとしての鳶職
江戸時代の消火は延焼方向の家屋を解体して延焼を防止する破壊消防であり、町火消では家屋の構造を熟知し道具の扱いに慣れた鳶職が主力を占めた。歌舞伎など江戸文化の題材とされ、鳶の間に独自の火消し文化が発達した。しばしば、火消しと鳶は同一視された。
現在でも消防出初式では鳶関係者により梯子乗りの演技などが行われるが、これは江戸時代の火消し文化に由来する。

### 文化、芸能
伝統的な鳶職は職能集団として独特の文化的役割を担っていた。

町鳶（町場鳶）に対して野帳場鳶という（野丁場ともいう、造成地や埋立地など町の形成される前の場所や町という単位から外れる、または超える規模の仕事の場所、検地（野帳簿ない）の出来ていない土地を指す）。

ほとんどの老舗の鳶職は神社の氏子であり神託を受ける者として神の依り代であるともいえる。
- 芸能
  - 木遣り（きやり）、木を遣り渡す、回す（運ぶ、動かす）という意味、町火消に唄われる唄（作業唄）を唄うこと。

寺社や家などを建築すること自体が慶事であったことからおめでたい唄として唄われるようになった。江戸の中期頃には鳶職人の間で盛んに唄われていた、町火消が鳶職人を中心に組織されたため、木遣り唄も自然と町火消の中に溶け込み受け継がれていった（木遣り唄を唄う場合は、音頭をとる木遣師と、受声を出す木遣師が交互に唄う）。
今では神道式の結婚式、地鎮祭、棟上、竣工式によく唄われ、無病息災、家内安全、商売繁盛をもたらす力（神通力）があるといわれる
獅子舞や梯子乗り、纏舞い（まといまい）の伝統芸能であり御利益も神楽や町火消が職業として公的にない今、主に鳶職が伝承している
- 縁起物
  - 祭礼時に祭、縁日、市（酉の市、だるま市、羽子板市、朝顔市）の境内、参道、門前町などで寺社との取り交わしにより神託を受け（熊手、達磨、羽子板、朝顔）などを売る（的屋と同じ）ものも多い。
  - 正月のお飾り、門松の作成、販売も鳶職もしくは、植木屋、農家、が鳶職と兼業している者が行っていることが多い。
- 日本各地の祭と鳶職
  - 長野県の御柱祭（諏訪の木落とし）でも御神木の先端で木遣りを唄うのは祖先が鳶職であった者が世襲している。
  - 大阪の岸和田だんじり祭の大工方（だんじりの上で舞う花形）というのは、大工方衆で町鳶、町大工を指す。また、だんじりを曲がり角で方向転換をすることを「やりまわし」という。

- 大相撲、歌舞伎、落語協会、花柳界と同じ伝統芸能を担う者としての繋がりも強く、襲名の時は華を添えるためによく招かれる。
- 祭礼時の縁起物や互助活動の手間に対する対価は謝意であり、祝儀不祝儀であり代金ではない。
- 本業以外での文化的価値と多能工（色々な職能を持つ）であることから町鳶、町大工と並び称された。